# قلعه بوینی یوغون
قلعه بوینی یوغون (قلعه آدم خوار)

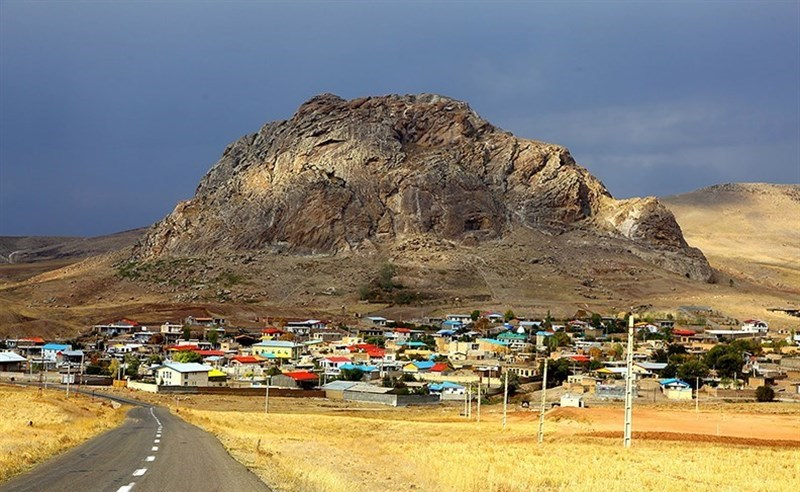
تصویری از قلعه بوینی یوغون سال 2008

این قلعه در روستای کورعباسلو،  با فاصله ی ۵۲ کیلومتر از سمت جنوب مرکز استان اردبیل در شهرستان نیر واقع شده است.

### تاریخ قلعه
قدمت این قلعه با توجه به نشانه هایی که در آن یافت شده به پیش از دوران بزغاله زنگی  تا عصر اشکانی و دوران اسلامی در حدود ۴۵۰۰ سال پیش برمیگردد.

### استحکام سنگی بی نظیر قلعه
قلعه بوینی یوغون (گردن کلفت) بر روی قطعات عظیم سنگ ساخته شده‌است و دیواره‌های سنگی‌ای به ارتفاع حدود ۳۰۰ متر قلعه را از دو جناح شمال و جنوب غیرقابل نفوذ کرده‌اند، جناح‌های قابل نفوذ نیز با دیوارهایی از سنگ و ساروج به شکل غیرقابل نفوذ درآمده بوده‌اند که اکنون از آن دیوارها جز نشانه‌هایی چیزی باقی نمانده است.

### مسیر رسیدن به بالای کوه و قلعه
برای بالا رفتن از کوه و قلعه پله‌هایی وجود دارد که حاصل تراش سنگ‌ها است و صعود به قلعه را بسیار آسان کرده است اما گذر از برخی قسمت‌ها کار صخره‌نوردان است.

### باور های عامه درباره قلعه
برای قرن ها مردم این منطقه بنابر گم شدن گردشگرانی که به قلعه سفر میکردند، باور های خرافی مبنی بر بلعیده شدن این افراد توسط قلعه داشته اند، امروزه با ساماندهی قلعه و بررسی معماری آن کارشناسان معتقدند بخاطر صعب العبور بودن مسیر، گاه گردشگران از آن سوی قلعه و تپه بر می گشتند که چنین تصور می شد دیگر بازنگشته اند.

### حوضچه های دست ساز سنگی با عمق ناپیدا
بالای این کوه سنگی ۶ حوضچه (آب‌انبار) دست‌ساز وجود دارد که حاصل تراش سنگ از کف قلعه است، این نشان از توانایی و هنر ساکنان در تراش و کندن کوه دارد. ساکنان این قلعه به دلیل سکونت در ارتفاع، برای دستیابی راحت به آب حوضچه های سنگی را در بالای قلعه ساخته اند، حوضچه هایی که باز گرفتار باورهای خرافی شده و در بین اهالی بدون انتها شناخته میشود. به گفته مدیر کل میراث فرهنگی، صنایع دستی و گردشگری استان اردبیل این استخرهای سنگی فرصت مطلوبی برای ذخیره سازی آب برف و باران فراهم می کرده است، همچنین یحیی نقی زاده تصریح کرد: تعدادی جوی های کوچک در سطوح صخره های اطراف این استخرها قابل مشاهده است که وظیفه هدایت آب برف و باران برای ذخیره سازی را بر عهده دارند. تعداد قابل توجه و ابعاد حوضچه ها می تواند دلیلی بر زندگی و سکونت گروه قابل توجهی از مردم باشد، به گفته نقی زاده چنین معماری در دنیا بی نظیر بوده و موجب شده قلعه بوینی یوغون به یک اثر شاخص باستان شناسی تبدیل شود.

### آسیاب سنگی ۴۰۰۰ ساله
از پله های دست ساز سنگی این قلعه که بگذریم، می توان آسیاب سنگی را نیز مشاهده کرد. کارشناسان معتقدند بقایای این بنای سنگی که در جبهه جنوب غربی قلعه پیداست جزئی از تاسیسات دفاعی و ارتباطی قلعه بوده است.

### رونق قلعه در عهد اشکانی
کارشناس باستان شناسی استان اردبیل معتقد است با وجود آثار شاخص از چهار هزار سال قبل در این منطقه عمده رونق این قلعه در دوران اشکانی و همزمان با جنگ ایران و روم بوده است. میر روح الله محمدی در گفتگو با خبرنگار مهر تصریح کرد: در این مقطع تاریخی با افزایش جمعیت مواجه ایم و قلعه بیش از آنکه کاربرد نظامی پیدا کند محل سکونت بوده است، وسعت بالغ بر ۳۰۰ هکتار و چند لایه ای بودن قلعه نشان دهنده استمرار سکونت انسان از دوره اشکانی تا دوره صفوی است. به گفته محمدی واقع شدن در ارتفاعات و امکان کنترل منطقه در صورت حمله دشمن، موقعیت طبیعی، دست یابی به آب و غذای کافی و امکان حفاظت قابل توجه موجب شده قلعه بوینی یوغون در طول تاریخ هم استفاده نظامی و هم مسکونی داشته باشد.

### تناسب معماری و کاربری قلعه
استان اردبیل در تمام مناطق خود قلعه های مستحکم به مانند بوینی یوغون دارد، قلعه قهقهه، دیو قلعه سی، کهنه قلعه و قلعه ارشق در مشگین شهر، قیز قلعه سی در بیله سوار، اولتان در پارس آباد،  قلعه خشتی گیلوان در خلخال و قلعه یل سویی در گرمی شاخص ترین قلعه های موجود در پهنه اردبیل است. به عقیده مسئول موزه باستان شناسی اردبیل قلعه های این منطقه متناسب با کابری آن احداث می شده و به همین دلیل در مصالح، میزان نفوذ پذیری، وسعت و امکانات قلعه تفاوت دارند.

### موزه گردشگری
کاوش های اولیه در قلعه بوینی یوغون موجب شد این منطقه به عنوان سایت موزه روباز در کشور معرفی شود. موزه ای که حکایت زندگی مردمان نسل های پیشین بوده و گردشگران می توانند از این اثرقلعه بوینی یوغون#:~:text=قلعه بوینی یوغون (قلعهص تاریخی و نیز طبیعت زیبای منطقه استفاده کنند.